# 小寺政職
小寺 政職（こでら まさもと）は、戦国時代の武将。小寺氏の当主。小寺則職の子。黒田官兵衛の母お岩および妻光は、ともに政職の養女。

## 生涯
享禄2年（1529年）、播磨御着城主・小寺則職の長男として誕生する。小寺氏は、赤松氏の分家にあたり、祖父・政隆（まさたか）の代までは姫路城を本拠としていた。また、小寺氏は代々、播磨国守護・赤松氏の重臣として仕えており、主君・赤松晴政から偏諱（「政」の字）を受け、政職と名乗る。
天文12年（1543年）、塩田城主であった遠戚である小寺福職（とみもと）の補佐役として塩田城へ在城し、天文14年（1545年）に父から御着城主を譲られる。
その後は幾たびかの小競り合いを制し、播磨平野を中心として半独立勢力として割拠した。政職は外様家臣であった小寺孝隆（官兵衛、のちの黒田孝高）の能力を認め、自らの従姪（櫛橋氏の娘・光）を娶らせるなど厚遇している。
永禄元年（1558年）8月、主君の晴政を退けてその嫡子・義祐を新主君として推戴した。
播磨国に東から織田氏、西から毛利氏が迫ってくると、当初は織田方に通じる龍野城主の赤松政秀や三木城主の別所安治・長治親子と敵対し、永禄12年（1569年）には青山・土器山の戦いで赤松軍と、天正元年（1573年）には増位山・有明山城で別所軍と戦っている。しかし、後に小寺孝隆の進言を受けて、織田信長への従属を決め、天正3年（1575年）に孝隆を岐阜に派遣し、同年のうちに自らも信長の元へ赤松氏・別所氏とともに挨拶に参上している。
天正5年（1577年）5月、播磨沖に襲来した毛利軍を孝隆の奇策によって、英賀合戦で打ち破った。その後、信長は播磨諸侯に人質の提出を命じたが、政職は子の氏職が病弱であったため、小寺孝隆の子・松寿丸（のちの黒田長政）を代わりに提出させたとされる。この頃から小寺孝隆は小寺家臣というより、信長によって派遣された羽柴秀吉の部将として活動することが多くなる。
天正6年（1578年）、荒木村重が摂津有岡城で信長に謀反すると（有岡城の戦い）、これに呼応して信長に背き、毛利氏と通じた。当時は東播磨の三木城の別所長治が既に毛利方に寝返っていたが、天正7年（1579年）に有岡城が、天正8年（1580年）に三木城がそれぞれ織田軍の攻撃によって落城し、御着城も天正8年に落城した。政職は氏職ともに英賀を経て、毛利領の備後国鞆の浦へ逃走した。ここに滞在する足利義昭に仕え、幕府衆となった。
天正12年（1584年）5月、鞆で死去した。

## 家族
妻は族兄にあたる小寺福職の娘で、永禄10年8月5日（1567年9月17日）に亡くなっている。なお、長男の氏職は後に黒田氏に仕え、子孫は福岡藩士として代々続いた。次男の良明の子孫は尼崎藩青山氏に仕え、後に赤松氏と改姓した。その他、御着落城後に岡村秀治の養子となり、播磨に土着した天川正則も子であるという。
2014年、小寺政職の終焉の地との伝承が残る兵庫県太子町広坂で政職の子孫と周辺住民約40人が集まって政職を顕彰した。

## 偏諱を与えた人物
＊［ ］内は初名または別名
- 黒田職隆［満隆］[8]

## 主な家臣
- 小寺隆則（たかのり） - 姫路城代。政職の遠戚（族子）。のち上月城の戦いで毛利方・赤松政範につく。
- 小寺（黒田）職隆 - 姫路城代、家老。一門揃って「小寺」の姓を賜う[9]。一説には義理の叔父（祖父・政隆の養子）とされる。
- 小寺（黒田）孝隆 - 姫路城代。職隆の子。通称は官兵衛。初め小寺姓を称する[9]。のち豊臣秀吉に仕え中津の大名となる。
- 小寺高友（休夢斎） - 職隆の弟。小寺姓を称する[9]。
- 山脇六郎左衛門 - 家老。早期から親織田氏路線を提言したため、小寺孝隆に殺害される（ただしのちに孝隆も親織田派となる）。
- 小河良利
- 江田善兵衛（えだ ぜんべえ）

## 関連作品
- 国盗り物語（1973年、演：内田朝雄）
- 戦国疾風伝 二人の軍師 秀吉に天下を獲らせた男たち（2011年、演：品川徹）
- 軍師官兵衛（2014年、演：片岡鶴太郎）

## 関連図書
書籍
- 橋本政次『姫路城史 上･中･下巻』 (1952年)
- 諏訪勝則『黒田官兵衛―「天下を狙った軍師」の実像―』 (中央公論新社､ 2013年)

論文
- 渡邊大門 (2012). “戦国期小寺氏に関する一考察”. 播磨学紀要 (播磨学研究所) (16):  1-22. NAID 40019359931.
- 畑和良 (2004). “天文・弘治内乱と赤松晴政 : 「小南文書」と戦国期赤松氏の動向 (特集 古代・中世の播磨支配再考)”. 歴史と神戸 (神戸史学会) 43 (5):  1-16. NAID 40020586161.